# كيت كيلي
كيت كيلي (بالإنجليزية: Kate Kelly)‏ هي محامية أمريكية، ولدت في 29 أكتوبر 1980 في أريزونا في الولايات المتحدة. شاركت في تأسيس منظمة وسم النساء (أوردين وومن) وهي منظمة لمناصرة وسم النساء كهنة في كنيسة يسوع المسيح لقديسي الأيام الأخيرة (كنيسة إل دي إس). طُردت كيلي من كنيسة إل دي إس في عام 2014.

## النشأة والتعليم
ولدت كيلي في عام 1980 في ولاية أريزونا وكانت الابنة البكر لوالديها جيم ودونا كيلي اللذان رُزقا بثلاثة أطفال بعدها. نشأت في هوود ريفير في ولاية أوريغون حيث عمل والداها. تحول والداها لكنيسة يسوع المسيح لقديسي الأيام الأخيرة، وخدم والدها في وقت من الأوقات كأسقف في أبرشية محلية.
تخرجت كيلي من جامعة بريغهام يونغ (بي واي يو) وحصلت على ليسانس آداب في العلوم السياسية في عام 2006. نظمت احتجاجا في الحرم الجامعي خلال تواجدها في جامعة بريغهام يونغ، شارك فيه 100 طالب فيما يتعلق بفصل موظف جامعي لانتقاده انتخابات الطلاب. وارتادت كيلي الجامعة الأمريكية في عام 2012 للحصول على شهادة في القانون. انضمت كيلي إلى منظمة الأبوة المخططة كمناصرة إستراتيجية ومستشارة سياسية في أيلول/سبتمبر عام 2015. كما انضمت كيلي إلى مركز الحقوق الدستورية وعملت أيضا باحثة في لجنة الأمم المتحدة لمناهضة التعذيب في جنيف.

## وسم النساء
شاركت كيلي في أيار/مايو عام 2013 في تأسيس منظمة وسم النساء وهي منظمة لمناصرة وسم النساء كهنة في كنيسة يسوع المسيح لقديسي الأيام الأخيرة. طلب زعماء الكنيسة من كيلي إيقاف حملتها. فتظاهرت كيلي على إثر ذلك في ساحة المعبد خلال المؤتمر العام للكنيسة في نيسان/أبريل عام 2014، ومن ثم طُردت غيابيا في حزيران/يونيو عام 2014 بعد أن رفضت حضور مجلس تأديبي.
ألحّت كيلي على أتباعها في الأسابيع التي سبقت طردها وفي التي تلتها للبقاء في الكنسية و«جعلهم يروا الجحيم» إذا استطاعوا ذلك مع صون صحتهم العقلية والعاطفية.
طلبت الطعن في حرمانها الكنسي من رئيسها الداعم بداية، ثم من الرئاسة الأولى، لكنهم رفضوا الطعن.

## الحياة الشخصية
خدمت كيلي في بعثة تبشيرية من كنيسة إل سي دي لمدة 18 شهر في برشلونة في إسبانيا.
تزوجت كيلي من جي نيل رانسوم في معبد سالت ليك في عام 2006. اختار الزوجان أن يبقيا بلا أطفال. ومن ثم أكدت كيلي طلاقها من زوجها في 14 آذار/مارس عام 2016 ودخلت في علاقة مع جاك ووترز. وقد أكدت أنها لم تعد تؤمن بكنيسة إل سي دي خلال مقابلة مع جون ديلين.
لم تعد كيلي تعلن عن أي انتماء ديني. وشاركت في تشرين الأول/أكتوبر عام 2015 في رسامة زائفة لكاهنة روم كاثوليك نسقتها رابطة الكاهنات الروم الكاثوليك وهي منظمة تطالب بالانتماء للكنيسة الكاثوليكية. نشرت الأسقفية الكاثوليكية في مدينة سالت ليك بيانا تدعي فيه «أنه لم يكن لديهم علم مسبق بهذا الحدث ومن المؤسف أنه يحدث».
يتعارض وسم النساء في الكهنوت الكاثوليكي مع القانون الكنسي ويُطرد تلقائيا أي مشارك في ذلك.

## وصلات خارجية
- الموقع الرسمي